# Musaraigne du désert
Notiosorex crawfordi
Espèce
Statut de conservation UICN

 LC  : Préoccupation mineure
La Musaraigne du désert (Notiosorex crawfordi) est une musaraigne vivant aux États-Unis.

## Distribution

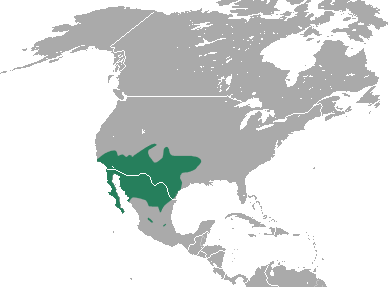